# Atletica leggera alla XXI Universiade
Le gare di atletica leggera alla XXI Universiade si sono svolte allo Stadio del Centro sportivo olimpico di Pechino, in Cina, dal 27 agosto al 1º settembre 2001.

## Risultati

### Uomini
| Specialità | Oro                                                               | Prestazione | Argento                                                                                 | Prestazione | Bronzo                                                                              | Prestazione |
| 100 metri | Marcus Brunson                                                    | 10"15       | Gennadiy Chernovol                                                                      | 10"29       | Chris Lambert                                                                       | 10"38       |
| 200 metri | Marcin Urbas                                                      | 20"56       | Gennadiy Chernovol                                                                      | 20"57       | Corné du Plessis                                                                    | 20"58       |
| 400 metri | Andrew Pierce                                                     | 45"34       | Clinton Hill                                                                            | 45"63       | Andriy Tverdostup                                                                   | 45"78       |
| 800 metri | Khalid Tighazouine                                                | 1'45"27     | Derrick Peterson                                                                        | 1'45"49     | Otukile Lekote                                                                      | 1'45"63     |
| 1 500 metri | Pedro Antonio Esteso                                              | 3'43"98     | Gareth Turnbull                                                                         | 3'44"21     | Aléxis Abraham                                                                      | 3'44"48     |
| 5 000 metri | Serhiy Lebid                                                      | 13'44"24    | Mikhayil Yeginov                                                                        | 13'46"63    | Christian Belz                                                                      | 13'48"21    |
| 10 000 metri | John Kanyi                                                        | 28'27"42    | Ignacio Cáceres                                                                         | 28'43"63    | Kazuyoshi Tokumoto                                                                  | 28'47"34    |
| 110 metri ostacoli | Liu Xiang                                                         | 13"33       | Elmar Lichtenegger                                                                      | 13"36       | Robert Kronberg                                                                     | 13"40       |
| 400 metri ostacoli | Alwyn Myburgh                                                     | 48"09       | Yevgeniy Meleshenko                                                                     | 48"46       | Chen Tien-Wen                                                                       | 48"63       |
| 3 000 metri siepi | Anthony Famiglietti                                               | 8'21"97     | Jakub Czaja                                                                             | 8'23"00     | Christian Belz                                                                      | 8'24"46     |
| 4×100 metri | Giappone Shingo Kawabata Kenji Nara Yusuke Omae Masayuki Okusako  | 38"77       | Stati Uniti Gerald Williams Marcus Brunson Josh Norman Kaaron Conwright Josephus Howard | 39"14       | Italia Andrea Rabino Massimiliano Donati Andrea Colombo Luca Verdecchia             | 39"35       |
| 4×400 metri | Stati Uniti Thomas Gerding Geno White Brandon Couts Andrew Pierce | 3'02"83     | Ucraina Andriy Tverdostup Yevhen Zyukov Oleksandr Kaydash Volodymyr Rybalka             | 3'02"87     | Giappone Mitsuhiro Sato Ken Yoshizawa Ryuji Muraki Masayuki Okusako Yoshihiro Chiba | 3'03"63     |
| Mezza maratona | Masakazu Fujiwara                                                 | 1'04'12     | Wodage Zvadya                                                                           | 1'04'30     | Ryoji Matsushita                                                                    | 1'04'53     |
| Marcia 20 km | Lorenzo Civallero                                                 | 1'24'42     | Juan Manuel Molina                                                                      | 1'25'07     | He Xiaodong                                                                         | 1'25'17     |
| Salto in alto | Aleksandr Kravtsov                                                | 2,28        | Gennadiy Moroz                                                                          | 2,28        | Tora Harris                                                                         | 2,26        |
| Salto con l'asta | Aleksandr Averbukh                                                | 5,80        | Štepán Janácek                                                                          | 5,70        | Laurens Looije                                                                      | 5,60        |
| Salto in lungo | Miguel Pate                                                       | 8,07        | Stephan Louw                                                                            | 8,04        | Gable Garenamotse                                                                   | 7,99        |
| Salto triplo | Kenta Bell                                                        | 17,22       | Marian Oprea                                                                            | 17,11       | Jadel Gregório                                                                      | 16,92       |
| Getto del peso | Manuel Martínez                                                   | 20,97       | Yuriy Bilonoh                                                                           | 20,16       | Milan Haborák                                                                       | 19,90       |
| Lancio del disco | Aleksander Tammert                                                | 65,19       | Leanid Čaraŭko                                                                          | 63,15       | Aleksandr Malashevich                                                               | 62,81       |
| Lancio del martello | Nicola Vizzoni                                                    | 78,41       | Vladislav Piskunov                                                                      | 77,99       | Adrián Annus                                                                        | 77,73       |
| Lancio del giavellotto | Eriks Rags                                                        | 82,72       | Isbel Luaces                                                                            | 81,68       | Gergely Horváth                                                                     | 80,03       |
| Decathlon | Raúl Duany                                                        | 8069        | Volodymyr Mykhailenko                                                                   | 8019        | Qi Haifeng                                                                          | 8019        |
| record mondiale; record mondiale stagionale; record africano; record asiatico; record europeo; record nord-centroamericano e caraibico; record sudamericano; record oceaniano; record delle Universiadi; record nazionale; record personale; record personale stagionale. |                                                                   |             |                                                                                         |             |                                                                                     |             |

### Donne
| Specialità | Oro                                                                          | Prestazione | Argento                                                                                   | Prestazione | Bronzo                                                                           | Prestazione |
| 100 metri | Abi Oyepitan                                                                 | 11"42       | Zeng Xiujun                                                                               | 11"58       | Mireille Donders                                                                 | 11"59       |
| 200 metri | Li Xuemei                                                                    | 22"86       | Kim Gevaert                                                                               | 22"94       | Natallia Safronnikava                                                            | 23"16       |
| 400 metri | Demetria Washington                                                          | 51"22       | Otilia Ruicu                                                                              | 51"82       | Miki Barber                                                                      | 51"92       |
| 800 metri | Brigita Langerholc                                                           | 2'00"96     | Nedia Semedo                                                                              | 2'01"64     | Tatyana Rodionova                                                                | 2'01"68     |
| 1 500 metri | Süreyya Ayhan                                                                | 4'06"91     | Maria Cristina Grosu                                                                      | 4'08"84     | Sabina Fischer                                                                   | 4'08"93     |
| 5 000 metri | Dong Yanmei                                                                  | 15'30"28    | Tatyana Khmeleva                                                                          | 15'43"18    | Yoshiko Fujinaga                                                                 | 15'43"94    |
| 10 000 metri | Dong Yanmei                                                                  | 32'45"14    | Yoshiko Fujinaga                                                                          | 32'53"55    | Yukiko Akaba                                                                     | 32'57"35    |
| 100 metri ostacoli | Su Yiping                                                                    | 12"95       | Maurren Maggi                                                                             | 13"13       | Jacquie Munro                                                                    | 13"17       |
| 400 metri ostacoli | Tasha Danvers                                                                | 54"94       | Malgorzata Pskit                                                                          | 55"27       | Sonia Brito                                                                      | 55"72       |
| 4×100 metri | Cina Li Xuemei Chen Yueqin Zeng Xiujun Yan Jiankui                           | 43"72       | Brasile Lucimar Moura Maíla Machado Rosemar Coelho Neto Maurren Maggi Maria Laura Almirão | 44"13       | Francia Katia Benth Sylvanie Morandais Céline Thelamon Reïna-Flor Okori          | 44"24       |
| 4×400 metri | Stati Uniti Me'Lisa Barber Carolyn Jackson Demetria Washington Mikele Barber | 3'28"04     | Regno Unito Tracey Duncan Jennifer Meadows Tasha Danvers Lee McConnell                    | 3'30"40     | Bielorussia Sviatlana Usovich Natallia Safronnikava Hanna Kazak Iryna Khliustava | 3'30"65     |
| Mezza maratona | Ham Bong-Sil                                                                 | 1'15'24     | Miki Oyama                                                                                | 1'15'31     | Kim Chang-Ok                                                                     | 1'15'36     |
| Marcia 10 km | Gao Hongmiao                                                                 | 43'20       | Susana Feitor                                                                             | 43'40       | Wang Liping                                                                      | 44'01       |
| Salto in alto | Vita Palamar                                                                 | 1,96        | Nicole Forrester                                                                          | 1,94        | Nevena Lendjel                                                                   | 1,91        |
| Salto con l'asta | Gao Shuying                                                                  | 4,52        | Sabine Schulte                                                                            | 4,35        | Šárka Mládková                                                                   | 4,20        |
| Salto in lungo | Maurren Maggi                                                                | 6,83        | Guan Yingnan                                                                              | 6,56        | Kumiko Ikeda                                                                     | 6,52        |
| Salto triplo | Tatyana Lebedeva                                                             | 14,81       | Natallia Safronava                                                                        | 14,57       | Yelena Oleynikova                                                                | 14,39w      |
| Getto del peso | Yumileidi Cumbá                                                              | 18,90       | Lee Myung-Sun                                                                             | 18,79       | Katarzyna Zakowicz                                                               | 18,31       |
| Lancio del disco | Li Qiumei                                                                    | 61,66       | Li Yanfeng                                                                                | 60,50       | Mélina Robert-Michon                                                             | 58,04       |
| Lancio del martello | Manuela Montebrun                                                            | 69,78       | Yipsi Moreno                                                                              | 68,39       | Lyudmila Gubkina                                                                 | 67,97       |
| Lancio del giavellotto | Osleidys Menéndez                                                            | 69,82       | Nikola Tomecková                                                                          | 62,20       | Wei Jianhua                                                                      | 57,84       |
| Eptathlon | Jane Jamieson                                                                | 6041        | Svetlana Sokolova                                                                         | 5985        | Sonja Kesselschläger                                                             | 5973        |
| record mondiale; record mondiale stagionale; record africano; record asiatico; record europeo; record nord-centroamericano e caraibico; record sudamericano; record oceaniano; record delle Universiadi; record nazionale; record personale; record personale stagionale. |                                                                              |             |                                                                                           |             |                                                                                  |             |

## Medagliere
| #      | Nazione        | Oro | Argento | Bronzo | Totale |
| ------ | -------------- | --- | ------- | ------ | ------ |
| 1      | Cina           | 9   | 3       | 4      | 16     |
| 2      | Stati Uniti    | 8   | 2       | 2      | 12     |
| 3      | Cuba           | 3   | 2       | 0      | 5      |
| 4      | Ucraina        | 2   | 4       | 1      | 7      |
| 5      | Russia         | 2   | 3       | 2      | 7      |
| 6      | Giappone       | 2   | 2       | 6      | 10     |
| 7      | Spagna         | 2   | 2       | 0      | 4      |
| 8      | Regno Unito    | 2   | 1       | 1      | 4      |
| 9      | Italia         | 2   | 0       | 1      | 3      |
| 10     | Brasile        | 1   | 2       | 1      | 4      |
| 10     | Polonia        | 1   | 2       | 1      | 4      |
| 12     | Australia      | 1   | 1       | 2      | 4      |
| 13     | Israele        | 1   | 1       | 0      | 2      |
| 14     | Francia        | 1   | 0       | 3      | 4      |
| 15     | Corea del Nord | 1   | 0       | 1      | 2      |
| 15     | Sudafrica      | 1   | 0       | 1      | 2      |
| 17     | Estonia        | 1   | 0       | 0      | 1      |
| 17     | Kenya          | 1   | 0       | 0      | 1      |
| 17     | Lettonia       | 1   | 0       | 0      | 1      |
| 17     | Marocco        | 1   | 0       | 0      | 1      |
| 17     | Slovenia       | 1   | 0       | 0      | 1      |
| 17     | Turchia        | 1   | 0       | 0      | 1      |
| 23     | Bielorussia    | 0   | 3       | 4      | 7      |
| 24     | Kazakistan     | 0   | 3       | 0      | 3      |
| 24     | Romania        | 0   | 3       | 0      | 3      |
| 26     | Rep. Ceca      | 0   | 2       | 1      | 3      |
| 27     | Portogallo     | 0   | 2       | 0      | 2      |
| 27     | Germania       | 0   | 1       | 1      | 2      |
| 29     | Austria        | 0   | 1       | 0      | 1      |
| 29     | Belgio         | 0   | 1       | 0      | 1      |
| 29     | Canada         | 0   | 1       | 0      | 1      |
| 29     | Irlanda        | 0   | 1       | 0      | 1      |
| 29     | Corea del Sud  | 0   | 1       | 0      | 1      |
| 29     | Namibia        | 0   | 1       | 0      | 1      |
| 35     | Svizzera       | 0   | 0       | 4      | 4      |
| 36     | Botswana       | 0   | 0       | 2      | 2      |
| 36     | Ungheria       | 0   | 0       | 2      | 2      |
| 38     | Croazia        | 0   | 0       | 1      | 1      |
| 38     | Paesi Bassi    | 0   | 0       | 1      | 1      |
| 38     | Slovacchia     | 0   | 0       | 1      | 1      |
| 38     | Svezia         | 0   | 0       | 1      | 1      |
| 38     | Taipei cinese  | 0   | 0       | 1      | 1      |
| Totale | Totale         | 45  | 45      | 45     | 135    |